# Tripanosomàtids
Els tripanosomàtids (Trypanosomatidae) són una família de protists excavats de la classe Kinetoplastea que es caracteritzen per tenir un sol flagel. Tots els seus membres són exclusivament paràsits, trobats sobretot en insectes. Alguns gèneres tenen cicles vitals que impliquen un hoste secundari, que pot ser un vertebrat o una planta. S'inclouen diverses espècies que causen malalties greus en éssers humans, entre les quals destaquen:
- Tripanosomiasis (malaltia de la son a Àfrica i malaltia de Chagas a Amèrica del Sud), causada per espècies del gènere Trypanosoma.
- Leishmaniosis, causada per espècies del gènere Leishmania.